# Казорцо-Монферрато
Казорцо-Монферрато (італ. Casorzo Monferrato, п'єм. Casors) — муніципалітет в Італії, у регіоні П'ємонт,  провінція Асті.
Казорцо розташоване на відстані близько 490 км на північний захід від Рима, 55 км на схід від Турина, 18 км на північний схід від Асті.
Населення — 641 особа (2014).
Щорічний фестиваль відбувається 22 січня. Покровитель — San Vincenzo di Saragozza.

## Демографія
Населення за роками:

Станом на 1 січня 2023 року в муніципалітеті офіційно проживали 83 іноземці з 17 країн, серед них 49 громадян країн Євросоюзу та 2 громадяни України.

## Сусідні муніципалітети
- Альтавілла-Монферрато
- Грана
- Граццано-Бадольйо
- Монтеманьо
- Олівола
- Оттільйо
- Віньяле-Монферрато